# Laboratoire souterrain du Mont-Terri
Le Laboratoire souterrain du Mont-Terri est un laboratoire de recherche souterrain à 300 mètres de profondeur sous le mont Terri dans la formation géologique de l'argile à Opalinus au nord de Saint-Ursanne dans le canton du Jura en Suisse. Le projet Mont Terri est dirigé par l'Office fédéral de topographie (Swisstopo). Implanté dans le tunnel routier du Mont Terri, à l'initiative de Marc Thury, le laboratoire a été créé en 1996 pour les recherches relatives au stockage des déchets radioactifs en couche géologique profonde dont la NAGRA est responsable en Suisse. Il a été dès sa création accompagné par des partenaires internationaux souvent également membres du « Clay Club », un groupe de travail international patronné par l'Agence pour l'énergie nucléaire (AEN/NEA) de l'OCDE (OECD). Depuis quelques années, il abrite également diverses recherches multi-disciplinaires sur d'autres usages du sous-sol profond comme le captage et le stockage de CO2 à grande profondeur, la géothermie et le scellement des puits profonds.